# Каждан, Джерри
Джерри Лоуренс Каждан — математик, работы в дифференциальной геометрии и дифференциальных уравнениях.

## Биография
Получил его степень бакалавра в 1959 году в политехническом институте Ренсселера,
степень магистра в 1961 году в Нью-Йоркском университете.
Он получил степень доктора философии в 1963 году в Курантовском институте при Нью-Йоркском университете, под руководством Пола Гарабедяна.
Преподавал в Гарвардском университете.
С 1966 года, профессор математики в Пенсильванском университете.

## Научный вклад
- Теорема сравнения Берже — Каждана
- Задача о предписанной скалярной кривизне
- Совместно с Детурком, передоказал результат полученный ранее Шефелем о том, что гармонические координаты дают атлас наивысшей степени гладкости для данного Риманова многообразия[4][5].

## Признание
- Премия Форда[англ.] (1999)[6].